# Наташа Рајић
Наташа Рајић (Кикинда, 1980) доктор је правних наука и асистент на Правном факултету Универзитета у Новом Саду.

## Образовање
Дипломирала је на Правном факултету у Новом Саду 2007. године, на смеру унутрашњих послова.
Мастер академске студије завршила је на истом Факултету 2010. године, одбраном завршног рада на тему „Ратне уредбе“.
Докторске академске студије завршила је на Правном факултету Универзитета у Београду 2017. године, одбраном докторске дисертације на тему „Однос парламента и уставног суда у остваривању и заштити уставности закона“.

## Радна места
У децембру 2008. године изабрана је у звање сарадника у настави за наставни предмет управно право.
Године 2010. изабрана је у звање асистента за наставни предмет уставно право.
Године 2017. изабрана је у звање асистента са докторатом за наставни предмет уставно право.
Изводи вежбе из наставног предмета уставно право.

## Научни рад
Ужа област интересовања: уставно судство, однос Уставног суда са другим органима власти.

## Изабрана библиографија
1. Орловић, Слободан; Рајић, Наташа (2017). „ЗАСТОЈ У ПОСТУПКУ НОРМАТИВНЕ КОНТРОЛЕ – ПРИЛОГ РАСПРАВИ О ЗАШТИТИ ОБЈЕКТИВНЕ УСТАВНОСТИ” (PDF). Зборник радова Правног факултета у Новом Саду. LI br. 4: 1471—1484. Архивирано из оригинала (PDF) 29. 11. 2021. г. Приступљено 25. 10. 2018.
2. Чиплић, Светозар; Мартиновић, Александар; Рајић, Наташа (2016). „УСТАВНИ ОКВИРИ ПРОЦЕСА ДЕЦЕНТРАЛИЗАЦИЈЕ И РЕФОРМЕ УПРАВЉАЊА ДРЖАВОМ НА ПРИМЕРИМА СРБИЈЕ И ХРВАТСКЕ” (PDF). Зборник радова Правног факултета у Новом Саду. L br. 1: 161—182. Архивирано из оригинала (PDF) 20. 11. 2020. г. Приступљено 25. 10. 2018.
3. Рајић, Наташа (2015). „ЗАШТИТА ПОДАТАКА О ЛИЧНОСТИ И ОСТВАРИВАЊЕ ПРАВА ИЗ ОБЛАСТИ ЗДРАВСТВЕНЕ ЗАШТИТЕ – АНАЛИЗА ОДЛУКЕ УСТАВНОГ СУДА СРБИЈЕ” (PDF). Зборник радова Правног факултета у Новом Саду. XLIX br. 2: 797—812. Архивирано из оригинала (PDF) 04. 12. 2021. г. Приступљено 25. 10. 2018.
4. Рајић, Наташа (2015). „ОДЛУЧИВАЊЕ ПО ЗАХТЕВУ ЗА ПРИЈЕМ У ДРЖАВЉАНСТВО РЕПУБЛИКЕ СРБИЈЕ НА ОСНОВУ СЛОБОДНЕ ОЦЕНЕ – ГРАНИЦЕ УСТАВНОСУДСКЕ НОРМАТИВНЕ КОНТРОЛЕ” (PDF). Зборник радова Правног факултета у Новом Саду. XLIX br. 4: 1911—1924. Архивирано из оригинала (PDF) 05. 12. 2021. г. Приступљено 25. 10. 2018.
5. Рајић, Наташа (2014). „ПРЕИМПЛАНТАЦИОНА ГЕНЕТСКТА ДИЈАГНОЗА - МЕЂУНАРОДНИ СТАНДАРДИ И ПРАВО РЕПУБЛИКЕ СРБИЈЕ” (PDF). Зборник радова Правног факултета у Новом Саду. XLVIII br. 2: 417—430. Архивирано из оригинала (PDF) 27. 11. 2021. г. Приступљено 25. 10. 2018.
6. Рајић, Наташа (2014). „ИНТЕРПРЕТАТИВНЕ ОДЛУКЕ У ПРАКСИ УСТАВНОГ СУДА СРБИЈЕ” (PDF). Зборник радова Правног факултета у Новом Саду. XLVIII br. 4: 359—373. Архивирано из оригинала (PDF) 05. 12. 2021. г. Приступљено 25. 10. 2018.
7. Рајић, Наташа (2013). „ОПРАВДАНОСТ УСПОСТАВЉАЊА НАДЛЕЖНОСТИ ЗАШТИТНИКА ГРАЂАНА У ПОГЛЕДУ ПОКРЕТАЊА ПОСТУПКА ОЦЕНЕ УСТАВНОСТИ ЗАКОНА” (PDF). Зборник радова Правног факултета у Новом Саду. XLVII br. 2: 481—494. Архивирано из оригинала (PDF) 05. 12. 2021. г. Приступљено 25. 10. 2018.
8. Рајић, Наташа (2013). „ПАЦИЈЕНТИ У ТРАЈНОМ ВЕГЕТАТИВНОМ СТАЊУ – БИОМЕДИЦИНСКА И УСТАВНОПРАВНА ПИТАЊА” (PDF). Зборник радова Правног факултета у Новом Саду. XLVII br. 4: 375—386. Архивирано из оригинала (PDF) 05. 12. 2021. г. Приступљено 25. 10. 2018.
9. Рајић, Наташа (2012). „„ПУНА И ЕФЕКТИВНА ЈЕДНАКОСТ“ ПРИПАДНИКА НАЦИОНАЛНИХ МАЊИНА У ПОЛИТИЧКОМ ЖИВОТУ – ПРИЛОГ ТУМАЧЕЊУ МЕЂУНАРОДНИХ СТАНДАРДА” (PDF). Зборник радова Правног факултета у Новом Саду. XLVI br. 4: 403—422. Архивирано из оригинала (PDF) 02. 12. 2021. г. Приступљено 25. 10. 2018.
10. Рајић, Наташа (2011). „САДРЖИНСКА ОГРАНИЧЕЊА МЕРА КОЈИМА СЕ РЕГУЛИШЕ СТАТУС ЉУДСКИХ ПРАВА У ВАНРЕДНИМ ПРИЛИКАМА – МЕЂУНАРОДНИ СТАНДАРДИ И УСТАВ РЕПУБЛИКЕ СРБИЈЕ” (PDF). Зборник радова Правног факултета у Новом Саду. XLV br. br. 3 tom 2: 699—713. Архивирано из оригинала (PDF) 08. 12. 2021. г. Приступљено 25. 10. 2018.